# Ozarba mesopotamica
Ozarba mesopotamica là một loài bướm đêm trong họ Noctuidae.